# Eric Walter Elst
Eric Walter Elst (Kapellen, 30 de noviembre de 1936 - Antwerp, 2 de enero de 2022) fue un astrónomo belga, prolífico descubridor de asteroides, habiendo descubierto, hasta octubre de 2009, 3643 asteroides y codescubierto 96.

## Eponimia
- El asteroide (3936) Elst fue nombrado en su honor.

## Principales descubrimientos
| (8277) Machu Picchu | 8 de abril de 1991       | Asteroide                              |
| (7062) Meslier      | 6 de agosto de 1991      | Asteroide                              |
| (15745) 1991 PM 5   | 3 de agosto de 1991      | Asteroide Amor                         |
| (21088) 1992 BL 2   | 30 de enero de 1992      | Asteroide Amor                         |
| (52387) 1993 OM 7   | 20 de julio de 1993      | Asteroide Amor                         |
| (10068) Dodoens     | 4 de febrero de 1989     | Asteroide del cinturón principal       |
| (13703) Romero      | 26 de julio de 1998      | Asteroide                              |
| (7968) Elst-Pizarro | 14 de julio de 1996      | Cometa, con Guido Pizarro              |
| (4486) Mithra       | 22 de septiembre de 1987 | Asteroide Apolo, con Vladimir Shkodrov |
| (10072) Uruguay     | 3 de abril de 1989       | Asteroide del cinturón principal       |